# 广东剪股颖
广东剪股颖（学名：Agrostis clavata var. macilenta）为禾本科剪股颖属下的一个变种。